# La Conguera
La Conguera är en ort i Mexiko.   Den ligger i kommunen Hidalgo och delstaten Michoacán de Ocampo, i den södra delen av landet, 160 km väster om huvudstaden Mexico City. La Conguera ligger 2 679 meter över havet och antalet invånare är 135.
Terrängen runt La Conguera är huvudsakligen kuperad. La Conguera ligger uppe på en höjd. Runt La Conguera är det ganska tätbefolkat, med 90 invånare per kvadratkilometer. Närmaste större samhälle är San Bartolo Cuitareo, 16,2 km nordost om La Conguera. I omgivningarna runt La Conguera växer i huvudsak blandskog.